# Фоменко Микола Олександрович

Мико́ла Олекса́ндрович Фоме́нко (25 грудня 1894 — 8 жовтня 1961) — український композитор, піаніст, музичний критик і педагог родом з Ростова-на-Дону.

## Життєпис
Рано осиротів (у віці восьми років). Приблизно в цьому ж віці виявились музичні здібності мистця, але через скрутні життєві обставини студіювати гру на фортепіано почав у віці 17 років у місцевого вчителя.
Під час Першої світової війни відбував військову службу на Кавказі. Після закінчення війни, у 1917 році провернувся до Харкова, куди незадовго до цього переїхав батько О. Фоменко. Тут здобув музичну освіту в Харківській консерваторії: як піаніст у класі проф. П. Луценка та як музикознавець у проф. С. Богатирьова.
Поруч з активною композиторською багато часу віддавав виконавській, диригентській та педагогічній діяльності (працював викладачем Харківської консерваторії, двічі був головою державної випускної комісії). Концертував разом з композитором-співаком К. Богуславським (здійснили всеукраїнське турне у 1934 р.). Впродовж 1932-35 працював музичним редактором видавництва «Мистецтво».
В 1951 емігрував у США, де працював проф. Українського Музичного Інституту в Нью-Йорку. Концертував з дружиною-сопрано Ізабеллою Орловською. Як музикознавець багато працював над монографіями про українських композиторів (на замовлення українського відділу «Голосу Америки»).
Через хворобу серця на два роки покинув творчу діяльність, але вже у 1953 р. знов продовжив педагогічну та композиторську роботу.

### Творчість
Зі спогадів М.Фоменка відомо, що компонувати музикант почав у ранньому віці: «ще задовго до музичних студій, будучи зовсім не обізнаним у теорії музичних форм.» Працював майже у всіх музичних жанрах. Активну творчу діяльність розпочав у 1925 р. Для творчої манери музиканта притаманною є романтична музична мова, схильність до ліричних образів. Творчі задуми втілює переважно у творах великих форм. Йому чужі сучасні для нього експерименти: «новаторство вважаю чимсь іншим, ніж нагромадження нелогічних дисонуючих гармонічних вертикалів, при штучному ритмі». В. Витвицькій у рецензії на авторський вечір Фоменка зазначає про вплив естетики імпресіонізму на його гармонічну мову композитора.

### Список творів
- дві симфонії
- Поема та три сюїти для симфонічного оркестру
- опера-казка «Івасик — Телесик», зінгшпіль «Маруся Богуславка», незакінчена опера «Ганна»
- дві дитячі опери-мініатури — «Котик Кікі», «Листоноша»
- концерт для фортепіано з оркестром
- сюїта для скрипки та фортепіано у 4-рьох частинах
- балада для віолончелі
- твори для фортепіано
- вокальна лірика на вірші Т.Шевченка, І. Франка, П. Тичини, Яра Славутича, С. Крижанівського, М. Пригари, обробки народних пісень
- збірка інструктивних композицій «MY R»
- поема для голосу з фортепіано «Про Україну»
- тріо для жіночих голосів «Діво Маріє»
- «Баляда про Байду» для голосу з ф-но
- музичне оформлення до поеми І. Франка «Мойсей» (для співочого ансамблю а капелла)

## Список використаних джерел
- Енциклопедія українознавства : Словникова частина : [в 11 т.] / Наукове товариство імені Шевченка ; гол. ред. проф., д-р Володимир Кубійович. — Париж — Нью-Йорк : Молоде життя, 1955—1995. — ISBN 5-7707-4049-3.
- Микола Фоменко. Лист — Автобіографія.// В. Витвицький. Музикознавчі праці. Публіцистика. — ст. 196—200.
- Sonevytsky, Ihor. Dictionary of Ukrainian Composers. L'viv. 1995.
- Фоменко Микола Олександрович
- Окремі твори зберігаються у архіві І. Соневицького http://icm.ucu.edu.ua/arhivy/sonevytskogo/